# فریتس کاتسمان
فریتس کاتسمان (به آلمانی: Fritz Katzmann) (زاده ۶ می ۱۹۰۶، مرگ ۱۹ سپتامبر ۱۹۵۷) یک ژنرال آلمانی در دوره رایش سوم و از ۲۰ آوریل ۱۹۴۳ تا ۸ می ۱۹۴۵ رئیس پلیس دانتزیک بود.